# Joseph Leopold Auenbrugger
Joseph Leopold Auenbrugger (Graz, 19 novembre 1722 – Vienna, 18 maggio 1809) è stato un medico austriaco.
È considerato il padre della semeiotica percussoria delle malattie acute e croniche del torace.

## Biografia

### Giovinezza
Joseph Leopold Auenbrugger nacque a Graz, in Austria, da una famiglia benestante, il padre era proprietario di un'osteria. Fin da ragazzo, Auenbrugger mostrò uno spiccato orecchio musicale, tanto che il padre lo indusse a studiare il violino. Proprio grazie a questa sua dote naturale, lavorando nella bottega paterna, era divenuto molto bravo nel valutare il livello del vino nelle botti, percuotendone le pareti con piccoli colpi delle dita, infatti, era in grado di percepire anche le più sottili differenze di tonalità prodotte.

### Gli studi universitari e la professione medica
Tuttavia il padre immaginava per il proprio figlio un futuro diverso da quello dell'oste, e così lo mandò all'Università di Vienna per studiare Medicina, presso la Scuola del famoso Gerard van Swieten. Auenbrugger provò così tanta ammirazione per il suo Maestro che, nel 1776, gli dedicò un lavoro intitolato Sugli impieghi della canfora nel trattamento delle manie.
Ottenne la laurea il 18 novembre del 1752, ma la sua esperienza in ospedale aveva avuto inizio già un anno prima. Dal 1751 al 1758, infatti, lavorò come assistente alla Spanische Krankenhaus, ospedale inizialmente fondato per curare persone di nazionalità spagnola, italiana e olandese, ma al tempo piena di soldati malati; e dal 1758 al 1762 ne fu primario. Lì Auenbrugger dedicò tutto se stesso allo studio delle malattie polmonari e mise a punto il nuovo metodo semeiotico di percussione, sfruttando ciò che aveva appreso da ragazzo nella bottega paterna.

### La sua grande scoperta
Auenbrugger viene definito padre e maestro della percussione medica. In realtà anche Ippocrate, duemilacinquecento anni fa, utilizzava la percussione per rilevare qualche anomalia nel torace e nell'addome. La sua, però, era una tecnica approssimativa e priva di basi scientifiche; mentre la tecnica utilizzata dal medico viennese è basata su un'accurata e dettagliata sperimentazione. 
Si tratta di una tecnica che permise ad Auenbrugger di percepire le differenze di risonanza tra le diverse parti del corpo. Egli percuoteva direttamente il petto con la punta delle sue dita, senza ricorrere all'altra mano come intermediario, come verrà fatto in seguito. Osservò per sette anni queste differenze di tonalità, in particolare nelle malattie dei polmoni e del cuore, confrontando e controllando i dati raccolti con quelli anatomopatologici (autoptici) rilevati nei pazienti deceduti e negli animali da esperimento. 

Nel 1761, Auenbrugger organizzò tutti questi dati in un breve comunicazione in latino, dal titolo "Inventum novum".

### Le critiche dei colleghi

#### Dissensi
I medici del tempo non compresero affatto l'importanza delle osservazioni di Auenbrugger e il vantaggio che loro stessi avrebbero potuto trarne. Anzi, la nuova scoperta suscitò moltissime critiche negative da parte dei colleghi. Rudolph Augustin Vogel disse che nell'Inventum Novum non ritrova nient'altro che la già tanto nota succussio Hippocrati. Perfino Gerard van Swieten, maestro di Auenbrugger all'Università di Vienna, non apprezzò il suo lavoro. All'interno dell'ospedale vi era ormai un clima di grande tensione tanto che, nel 1762, il medico viennese dovette dimettersi dall'ospedale dedicandosi, così, esclusivamente alla professione privata.

#### Consensi
Ma, nonostante i dissensi, furono molti i giornali che parlarono in maniera positiva del nuovo metodo: il grande medico e poeta Albrecht von Haller, nel 1762, prestò molta attenzione a, come egli stesso lo definì, questo importante metodo in una recensione sul Göttingische Anzeigen von Gelehrten Sachen; Carl Friedrich Ludwig ne diede addirittura una definizione profetica, considerando la scoperta una torcia che porterà la luce nell'oscurità delle malattie del torace. Purtroppo queste furono le uniche grandi voci a favore di Auenbrugger nella seconda metà del settecento. Così il suo libro cadde ben presto nell'oblio.

Solo dopo cinquant'anni Jean-Nicolas Corvisart Des Marets, medico personale di Napoleone Bonaparte, riscoprì le poche pagine scritte da Auenbrugger, le tradusse dal latino al francese, ne verificò i dati e li commentò, realizzando così un testo quattro volte più copioso dell'originale. In questo modo nel 1808, un anno prima della morte del medico viennese, il metodo della percussione venne rivalutato, tanto che, non solo tutti i medici iniziarono ad utilizzarlo, ma iniziò anche ad essere insegnato nelle università.

### La professione privata e gli ultimi anni
Al di là della sua grande scoperta, Auenbrugger era considerato un medico di gran successo, che però acquisì soprattutto dopo essersi dedicato esclusivamente alla professione privata. Tra i suoi pazienti figuravano sia personalità di spicco appartenenti alla nobiltà viennese, sia persone del popolo, peculiarità che contribuì a definirne la statura morale. Il 12 novembre del 1783, l'Imperatrice Maria Teresa elevò Auenbrugger al rango di Edler, cioè nobile. Così facendo il suo cognome poteva essere preceduto dall'ambito titolo von. Da allora il suo nome completo divenne Joseph Leopold Auenbrugger, Edler von Auenbrugg.

Si narra che il medico viennese aveva previsto la sua stessa morte: poco prima di mezzogiorno del 18 maggio, egli, osservando le sue condizioni e guardando l'orologio, dichiarò che sarebbe morto alle 14:00. Morì a Vienna il 18 maggio del 1809, all'età di 87 anni a causa di una polmonite, senza poter assistere alla fama mondiale che il suo nome avrebbe raggiunto poco tempo dopo.

## Opere

### Inventum Novum

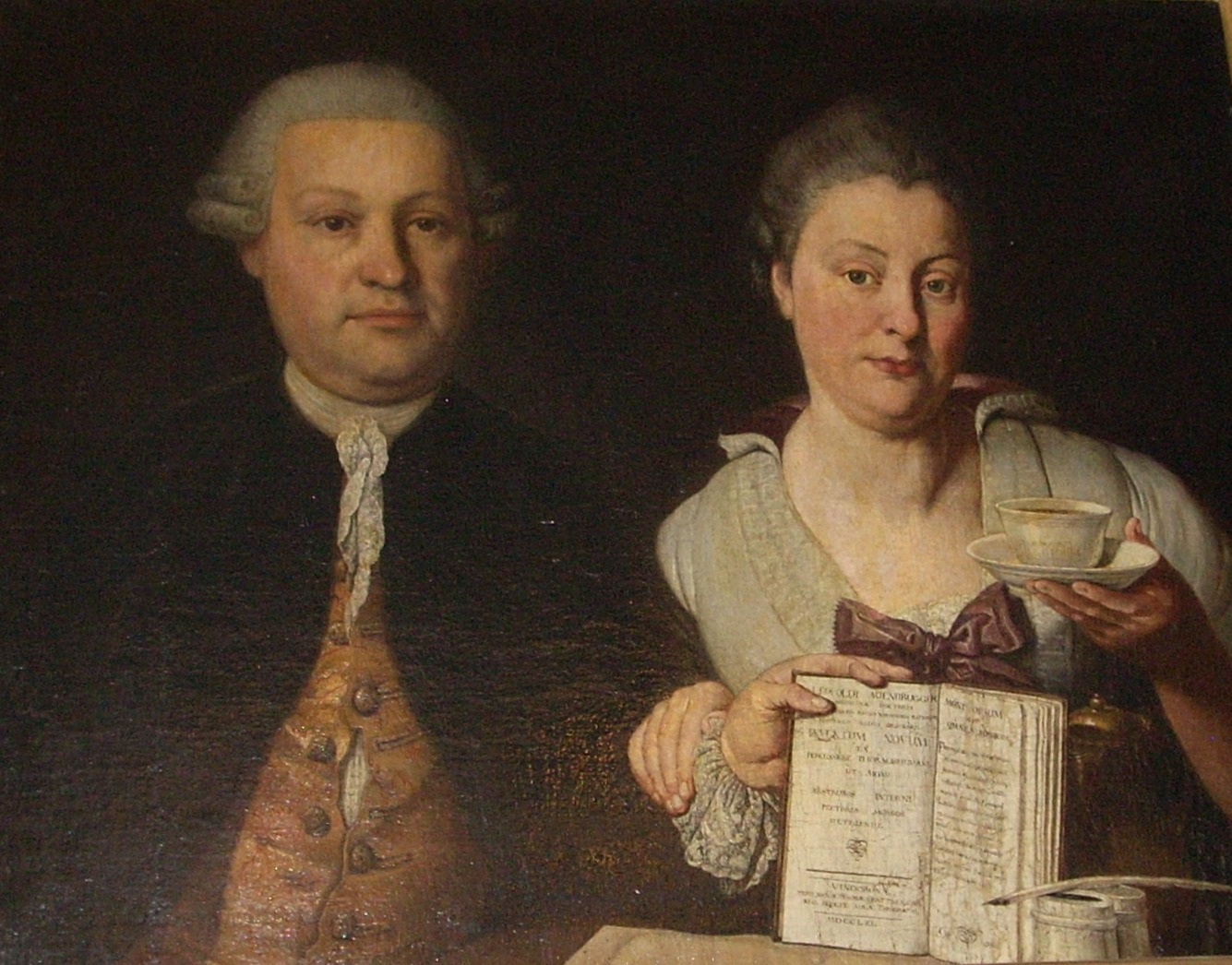
Leopold Auenbrugger e sua moglie Marianne

Nel 1761 Auenbrugger riassunse tutti i dati raccolti in una breve comunicazione in latino: Inventum novum (Titolo completo: Inventum novum ex percussione thoracis humani ut signo abstrusos interni pectoris morbos detegendi). Un compendio di appena 1200 parole composto da 14 osservazioni, alcune di carattere generale, molte invece più specifiche.
Nell'introduzione afferma con molta modestia:
("Inventum Novum", introduzione)
Nel suo lavoro Auenbrugger mise in evidenza, per la prima volta, come, nelle malattie del torace, il tono risonante, che normalmente si produce alla percussione, si modifica in sonus alterior (alto o timpanico), in sonus obscurior (suono indistinto) o in sonus carnis percussae (suono ottuso). Queste variazioni di tono consentono di differenziare con grande precisione le malattia del cuore e dei polmoni.

La dimostrazione del fatto che l'esperienza in bottega abbia aiutato molto Auenbrugger è data da alcuni versi della sua comunicazione qui riportati:
Questa causa, sia una massa solida o una massa liquida, produce ciò che noi osserviamo, per esempio, nei barili, i quali quando sono vuoti risuonano in tutti i punti; ma, se sono riempiti, perdono tanto della loro risonanza quanto il volume dell'aria che essi contengono è stato diminuito.»
("Inventum Novum")
Il libro di Auenbrugger viene pubblicato in concomitanza con il De sedibus et causis morborum di Giovanni Battista Morgagni, dedicato anch'esso allo studio anatomopatologico delle malattie.

### Opere minori
- "Experimentum nascens de remedio specifico sub signo specifico in mania virorum", 1776 (Sugli impieghi della canfora nel trattamento delle manie).
- "Von der stillen Wuth oder dem Triebe zum Selbstmorde als einer wirklichen Krankheit, mit Original-Beobachtungen und Anmerkungen." Dessau, 1783.
- "Heilart der epidemischen Ruhr." 1783.

## Altre attività
Joseph Leopold von Auenbrugger, oltre a essere un grande medico, era appassionato di musica. Scrisse, nel 1781, per Antonio Salieri il libretto dei Singspiel in tre atti Der Rauchfangkehrer (Lo Spazzacamino), ottenendo anche un discreto successo. L'opera sarà rappresentata in prima al Burgtheater di Vienna e poi replicato a Francoforte, Berlino, Praga, Budapest, Riga.